# 玉置将也
玉置 将也（たまき まさや、1998年12月22日 - ）は、ジャパンラグビーリーグワンクボタスピアーズ船橋・東京ベイに所属するラグビー選手。

## プロフィール
- 和歌山県出身。
- ポジションはロック(LO)、フランカー(FL)。
- 身長 188 cm、体重 100 kg
- 愛称はたま、まさ、まさや。

## 来歴
2017年、熊野高校卒業後、日本体育大学に入学。
2020年、日本体育大学ラグビー部の主将に就任。
2021年、日本体育大学卒業後、クボタスピアーズ(現・クボタスピアーズ船橋・東京ベイ)に加入。
2023年1月29日に行われたJAPAN RUGBY LEAGUE ONE第6節ブラックラムズ東京戦にて途中出場で公式戦初出場を果たした。